# Metazoa (classification phylogénétique)
Cette page a pour objet de présenter un arbre phylogénétique des Metazoa (Animalia, Métazoaires, ou Animaux pluricellulaires), c'est-à-dire un cladogramme mettant en lumière les relations de parenté existant entre leurs différents groupes (ou taxa), telles que les dernières analyses reconnues les proposent. Ce n'est qu'une possibilité, et les principaux débats qui subsistent au sein de la communauté scientifique sont brièvement présentés ci-dessous, avant la bibliographie.

## Arbre phylogénétique
Le cladogramme présenté ici ne possède qu'une valeur indicative. Il n'est pas forcément consensuel, et on peut toujours se référer à la bibliographie au bas de l'article.
Le symbole ▲ renvoie à la partie immédiatement supérieure de l'arbre phylogénétique du vivant. Le signe ► renvoie à la classification phylogénétique du groupe considéré. Tout nœud de l'arbre portant plus de deux branches montre une indétermination de la phylogénie interne du groupe considéré.
Les habitudes typographiques des botanistes et des zoologistes sont différentes. Ici, par commodité de lecture, et certains groupes actuels relevant des deux domaines traditionnels, les noms de taxons supérieurs au genre sont tous écrits en caractères droits, les noms de genres ou d'espèces en italiques.
À la suite d'un taxon, sa période d'apparition, quand elle est connue, peut être indiquée suivant la légende suivante :
(Plé) : Pléistocène ; (Pli) : Pliocène ; (Mio) : Miocène ; (Oli) : Oligocène ; (Éoc) : Éocène ; (Pal) : Paléocène ; (Cré) : Crétacé ; (Jur) : Jurassique ; (Tri) : Trias ; (Per) : Permien ; (Car) : Carbonifère ; (Dév) : Dévonien ; (Sil) : Silurien ; (Ord) : Ordovicien ; (Camb) : Cambrien ; (Edi) : Édiacarien. Pour plus de précision si possible, (-) : inférieur ; (~) : moyen ; (+) : supérieur.

```
▲

└─o 
Metazoa

  ├─o
  │ ├─o 
Epitheliozoa

  │ │ ├─o 
Homoscleromorpha

  │ │ └─o 
Eumetazoa

  │ │   ├─o 
Ctenophora
 
►

  │ │   └─o 
Planulozoa

  │ │     ├─o 
Cnidaria
 
►

  │ │     └─o
  │ │       ├─? 
Placozoa

  │ │       └─o 
Bilateria
 
►

  │ └─o 
Calcarea
 ou 
Calcispongia

  │   ├─o 
Calcinea

  │   └─o 
Calcaronea

  └─o 
Silicea
 ou 
Silicispongia

    ├─o 
Archaeocyatha
 (éteint)
    └─o 
Demospongiae
 
(paraphylétique)

      ├─o 
Keratosa

      ├─o 
Myxospongiae

      ├─o 
Hexactinellida

      └─o
        ├─o 
Haplosclerida

        └─o 
Democlavia
```

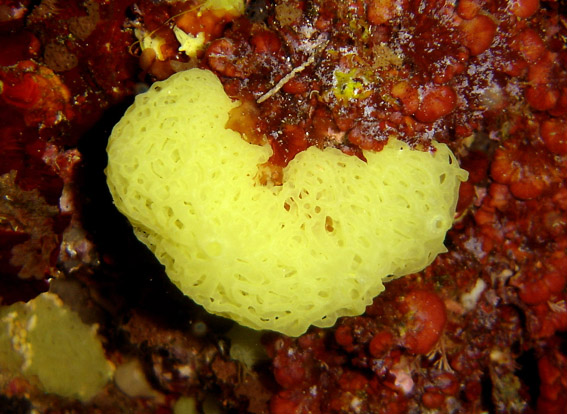
Clathrina clathrus (Calcarea, Clathrinidae)
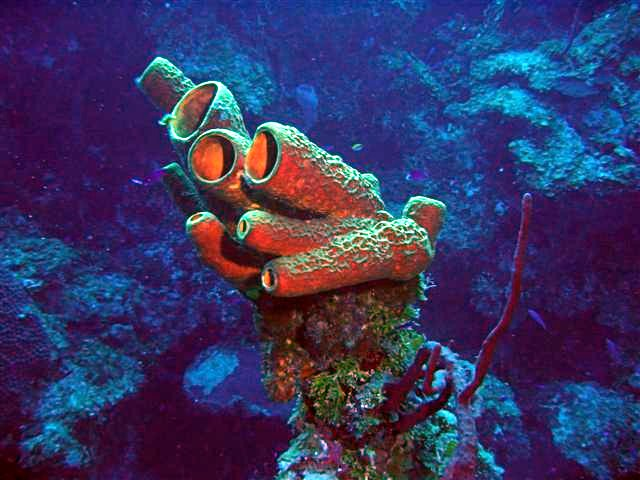
Demospongia
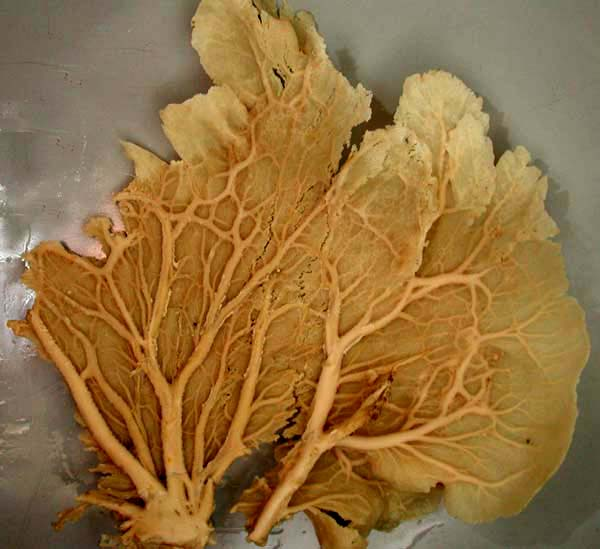
Phakellia sp.
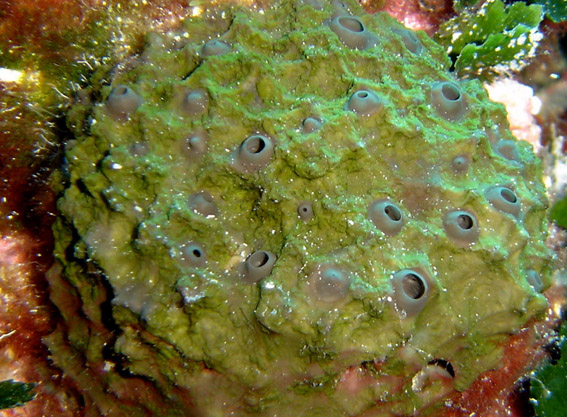
Demospongia
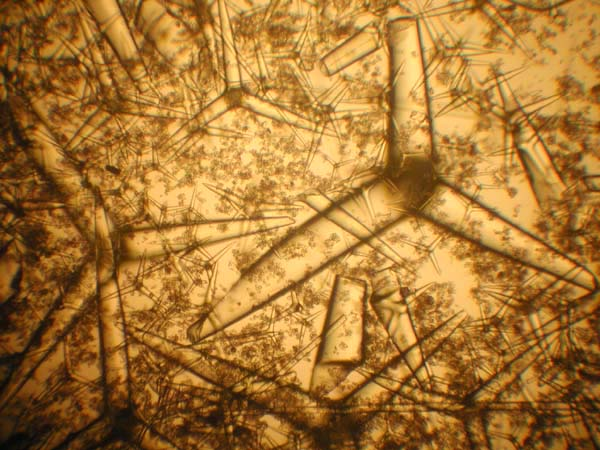
Vue de spicules d'éponge au microscope
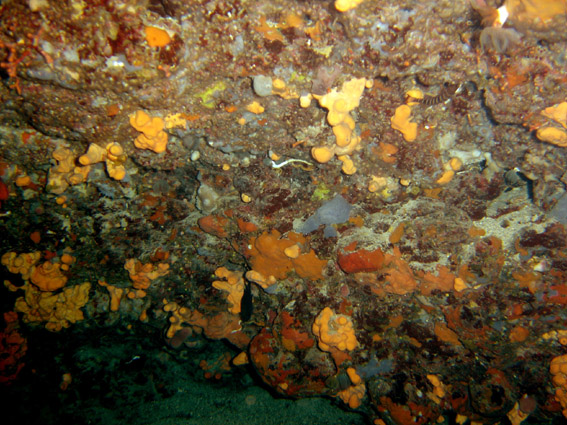
Mur d'éponges en Croatie (20 m de profondeur)
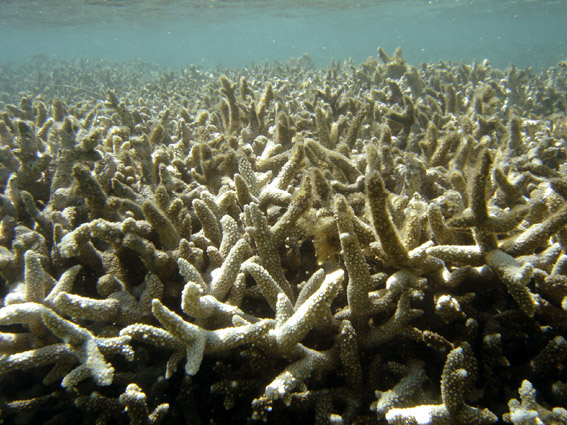
Acropora sp. (Cnidaria, Zoantharia) (Île de La Réunion)
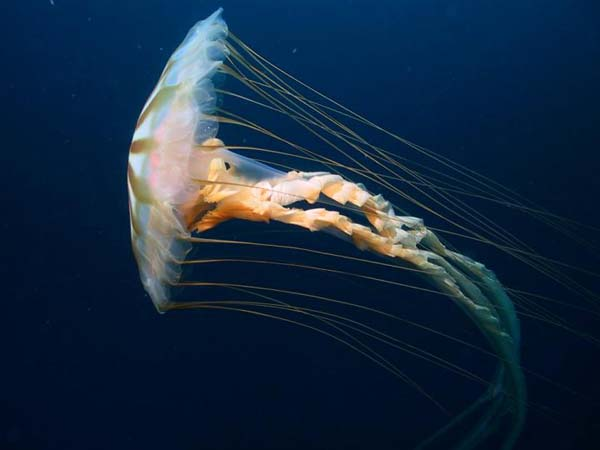
Chrysaora sp. (Cnidaria, Scyphozoa)

## Débat scientifique relatif à la phylogénie desMetazoa
De nombreux points ont été acquis ces dernières années :
- la monophylie des Métazoaires en général, et en leur sein celle des Bilatériens ;
- le maintien de la dichotomie entre Protostomiens et Deutérostomiens, avec la quasi-disparition des Acœlomates et des Pseudocœlomates comme groupes extérieurs à cette dichotomie, etc.

Mais de très nombreux points restent objet de recherche ou de débat :
- la place des différents groupes de Vendobiontes (faune d'Ediacara, etc.) ;
- la phylogénie exacte des Éponges, et leur éventuelle relation aux Cnidaires ;
- la place des Cténophores, des différents groupes de Mésozoaires, des Placozoaires, et de quelques autres groupes de parasites ;
- etc.

Si aujourd'hui la paraphylie des Éponges semble admise par la plupart, dans certaines analyses elles restent pourtant monophylétiques et constituent avec les Cnidaires le groupe-frère des Bilatériens ; les avis divergent sur l'ancienneté relative des éponges siliceuses et calcaires, et sur le groupe à partir duquel les Eumétazoaires auraient évolué. Au cœur du débat : la place d' Eiffelia (éponge calcaire qui serait le groupe-frère des Silicisponges) et celle des Homoscléromorphes (Silicisponges qui seraient pourtant le groupe-frère des Eumétazoaires). Voir ci-dessous un cladogramme alternatif.
Les deux grandes divisions des Démosponges : Céractinomorphes et Tétractinomorphes, n'ont pas de base phylogénétique, non plus que les Lithistides et certains des ordres classiques. Nombre de familles seront aussi vraisemblablement à réviser... Quant aux Hexactinellides, elles pourraient être des Démosponges spécialisées.

### Classification selon Cavalier-Smith 1998
Cette classification n'est pas à proprement parler phylogénétique. Basée sur les nouvelles phylogénies, elle maintient néanmoins des taxons paraphylétiques, notamment à la base des lignées évolutives, par commodité. Elle maintient également les niveaux traditionnels de classification (règnes, phyla, classes, etc.).

### Classification proposée par Adlet al.2005
Ce comité a proposé une nouvelle classification, remplaçant celle des anciens Protistes et tenant compte des phylogénies moléculaires récentes. Elle regroupe les Eucaryotes en six groupes réputés monophylétiques. Voici ce qui concerne les Métazoaires.

## En savoir plus

### Sources bibliographiques de référence
: document utilisé comme source pour la rédaction de cet article.

#### sur lesMetazoaen général
- Hervé Philippe, Henner Brinkmann, Dennis V. Lavrov, D. Timothy J. Littlewood, Michael Manuel, Gert Wörheide et Denis Baurain : « Resolving Difficult Phylogenetic Questions: Why More Sequences Are Not Enough »(Archive.org • Wikiwix • Archive.is • Google • Que faire ?), PLoS Biology, vol. 9, n°3, 2011, 10 pages
- Kevin J. Peterson, James A. Cotton, James G. Gehling et Davide Pisani : « The Ediacaran emergence of bilaterians: congruence between the genetic and the geological fossil records », Phil. Trans. R. Soc. B, vol. 363, 2008, pp. 1435–1443
- Casey W. Dunn, Andreas Hejnol, David Q. Matus, Kevin Pang, William E. Browne, Stephen A. Smith, Elaine Seaver, Greg W. Rouse, Matthias Obst, Gregory D. Edgecombe, Martin V. Sørensen, Steven H. D. Haddock, Andreas Schmidt-Rhaesa, Akiko Okusu, Reinhardt Møbjerg Kristensen, Ward C. Wheeler, Mark Q. Martindale et Gonzalo Giribet (2008) « Broad phylogenomic sampling improves resolution of the animal tree of life », Nature, 452, pp. 745-749 : présentation ici
- Gonzalo Giribet, Casey W. Dunn, Gregory D. Edgecombe et Greg W. Rouse, « A modern look at the Animal Tree of Life », in Z.-Q. Zhang et W.A. Shear (éd.) (2007) « Linnaeus Tercentenary: Progress in Invertebrate Taxonomy », Zootaxa, 1668, pp. 61-79
- Sina M. Adl et al. (2005) « « The New Higher Level Classification of Eukaryotes »(Archive.org • Wikiwix • Archive.is • Google • Que faire ?) », J. Eukaryot. Microbiol., 52 (5), p. 399–4513
- James W. Valentine (2004) On the Origin of Phyla, University of Chicago Press, 614 pages,  (ISBN 978-0226845487)
- Kenneth M. Halanych (2004) « The New View of Animal Phylogeny », Annu. Rev. Ecol. Evol. Syst. 35, pp. 229–256
- Jan Zrzavý (2001) « The interrelationships of metazoan parasites: a review of phylum- and higher-level hypotheses from recent morphological and molecular phylogenetic analyses », Folia parasitologica, 48, pp. 81-103
- Kevin J. Peterson et Douglas J. Eernisse (2001) « Animal phylogeny and the ancestry of bilaterians: inferences from morphology and 18S rDNA gene sequences », Evolution and Development 3 (3), pp. 170-205
- Thomas Cavalier-Smith (1998) « A revised six-kingdom system of life », Biological reviews 73, p. 203-266

#### sur des taxa particuliers développés sur cette page
- Paco Cárdenas, Joana R. Xavier, Julie Reveillaud, Christoffer Schander et Hans Tore Rapp : « Molecular Phylogeny of the Astrophorida (Porifera, Demospongiae) Reveals an Unexpected High Level of Spicule Homoplasy », PLoS ONE, vol. 6, n°4, 2011
- Eve Gazave, Pascal Lapébie, Emmanuelle Renard, Jean Vacelet, Caroline Rocher, Alexander V. Ereskovsky, Dennis V. Lavrov, Carole Borchiellini : « Molecular Phylogeny Restores the Supra-Generic Subdivision of Homoscleromorph Sponges (Porifera, Homoscleromorpha) », PLoS ONE, vol. 5, n°12, 2010
- M. Dohrmann, A.G. Collins et G. Wörheide : « New insights into the phylogeny of glass sponges (Porifera, Hexactinellida): Monophyly of Lyssacinosida and Euplectellinae, and the phylogenetic position of Euretidae », Molecular Phylogenetics and Evolution, vol. 52, 2009, pp. 257-262
- Erik A. Sperling, Kevin J. Peterson et Davide Pisani : « Phylogenetic-Signal Dissection of Nuclear Housekeeping Genes Supports the Paraphyly of Sponges and the Monophyly of Eumetazoa », Mol. Biol. Evol., vol. 26, n°10, 2009, pp. 2261-2274
- Martin Dohrmann, Dorte Janussen, Joachim Reitner, Allen G. Collins et Gert Wörheide : « Phylogeny and Evolution of Glass Sponges (Porifera, Hexactinellida) », Syst. Biol., vol. 57, n°3, 2008, pp. 388-405
- Dirk Erpenbeck et Gert Wörheide : « On the molecular phylogeny of sponges (Porifera) », Zootaxa, vol. 1668, 2007, pp. 107-126
- E.A. Sperling, D. Pisani et K.J. Peterson : « Poriferan paraphyly and its implications for Precambrian palaeobiology », in P. Vickers-Rich et P. Komarower (éd.) : The Rise and Fall of the Ediacaran Biota, Geol. Soc. Lond. Spec. Publ. 286, 2007, pp. 355-368
- Joseph P. Botting et Nicholas J. Butterfield : « Reconstructing early sponge relationships by using the Burgess Shale fossil Eiffelia globosa, Walcott », PNAS, vol. 102, 2005, pp. 1554-1559
- Guy M. Narbonne : « The Ediacara Biota: Neoproterozoic Origin of Animals and Their Ecosystems », Annu. Rev. Earth Planet. Sci., vol. 33, 2005, pp. 421–442
- James W. Valentine : On the Origin of Phyla, University of Chicago Press, 2004, notamment le ch. 6 : « Prebilaterians and Earliest Crown Bilaterians », pp. 201-240
- Mikhail A. Fedonkin : « The origin of the Metazoa in the light of the Proterozoic fossil record », Paleontological Research, vol. 7, n°1, 2003, pp. 9-41
- Jerzy Dzik : « Anatomical Information Content in the Ediacaran Fossils and Their Possible Zoological Affinities », Integr. Comp. Biol., vol. 43, 2003, pp. 114-126
- Systema Porifera. A Guide to the Classification of Sponges, Hooper, John N.A., van Soest, Rob W.M. (éd.), 2002, Kluwer Academic / Plenum Publishers,  (ISBN 978-0-306-47260-2)
- Radovan Borojevic, Nicole Boury-Esnault et Jean Vacelet : « A revision of the supraspecific classification of the subclass Calcaronea (Porifera, class Calcarea) », Zoosystema, vol. 22, n°2, 2000, pp. 203-263

### Sources internet
- « Palaeos.com »
- « The Origin and Early Evolution of Animals »(Archive.org • Wikiwix • Archive.is • Google • Que faire ?)
- « The Ediacaran Assemblage »(Archive.org • Wikiwix • Archive.is • Google • Que faire ?)
- World Porifera Database
- Porifera Cladogram in Palaeos
- « Archaeocyatha - a knowledge base »(Archive.org • Wikiwix • Archive.is • Google • Que faire ?)

### Autres sites internet
- « Organisation et diversité du Monde Animal », Cahiers d'Anatomie Comparée, École nationale vétérinaire de Nantes.